# La batalla olvidada
La batalla olvidada (en neerlandés: De Slag om de Schelde) es una película neerlandesa sobre la Segunda Guerra Mundial dirigida por Matthijs van Heijningen Jr. que describe la Batalla del estuario del Escalda en 1944. La película sigue a un soldado del Eje neerlandés interpretado por Gijs Blom, un piloto aliado británico interpretado por Jamie Flatters y una mujer de la resistencia neerlandesa interpretada por Susan Radder.

## Argumento
La película está ambientada en la Zelanda ocupada por los alemanes en septiembre de 1944 después de la operación Neptuno. Teuntje Visser trabaja en la oficina del alcalde colaboracionista. Si bien ella y su padre (un médico) inicialmente lograron evitar tomar partido, su hermano menor Dirk es miembro de la Resistencia neerlandesa. Dirk es arrestado por atacar a un convoy alemán que pasaba y torturado para que revelara los nombres de otros miembros de la Resistencia.
Mientras tanto, Marinus van Staveren, un voluntario neerlandés en la División Das Reich de las Waffen-SS, es reasignado del Frente Oriental para servir como secretario y traductor del comandante alemán en Zelanda, Oberst Berghof. Marinus se desilusiona cada vez más con las tácticas de mano dura de los nazis, incluida la ejecución de rehenes civiles. Simpatiza con Teuntje y su padre mientras intentan negociar una sentencia más leve para Dirk en la oficina de Berghof. A pesar de las garantías iniciales de que Dirk será tratado con indulgencia, Berghof finalmente ordena que Dirk sea ejecutado junto con los otros miembros de la Resistencia sin excepción. Marinus intenta pasar la noticia en secreto a Teuntje, pero es descubierto por un oficial alemán que lo informa a Berghof. Como castigo, es seleccionado para ser parte de la alineación del pelotón de fusilamiento para la ejecución de Dirk y enviado de regreso al servicio de combate.
Después de la muerte de Dirk, Teuntje se incorpora a la Resistencia. Teuntje se entera de que Dirk había estado fotografiando de forma encubierta las posiciones de la artillería alemana a lo largo del río Escalda. Teuntje y su mejor amiga, una miembro de la Resistencia llamada Janna, tienen la tarea de pasar de contrabando las fotografías de Dirk a las fuerzas aliadas que avanzan hacia la isla Walcheren.
En otra parte, el piloto de planeador del Regimiento de Pilotos de Planeador, el Sargento Will Sinclair, el Capitán Tony Turner y el Sargento MacKay se separan de sus compañeros después de que su planeador Airspeed Horsa se estrella en un estuario inundado en Zelanda durante la Operación Market Garden. Turner resulta herido durante el accidente. Después de vadear por las marismas, se refugian en una casa pero son atacados por soldados alemanes. Sinclair se une más tarde a las fuerzas del ejército canadiense que avanzan hacia la isla Walcheren.
Antes de la Batalla del estrecho de Walcheren, Teuntje es capturada mientras ayuda a Janna a escapar con las fotografías en un bote. Janna recibe un disparo y es herida de muerte, pero llega a las líneas aliadas. Marinus participa en la defensa alemana de la isla Walcheren, mientras que Sinclair participa en el asalto aliado. Ambos bandos sufren muchas bajas, pero las fuerzas aliadas finalmente prevalecen debido a la información de contrabando. Marinus abandona las fuerzas alemanas. Durante la batalla, Sinclair y Marinus se cruzan, pero los dos hombres deciden dejarse ir.
Cerca del final de la batalla, Marinus mata a un soldado alemán que intenta ejecutar a Teuntje. Marinus recibe un disparo durante la lucha. Una agradecida Teuntje lo atiende, pero Marinus muere a causa de sus heridas. Sinclair y otros soldados aliados encuentran a Teuntje junto al cuerpo de Marinus. Teuntje se aleja mientras la ciudad se libera.

La película luego menciona que la victoria aliada en el estrecho de Walcheren proporcionó a las fuerzas aliadas en Amberes una ruta marítima y ayudó a contribuir a la liberación aliada de los Países Bajos el 5 de mayo de 1945.

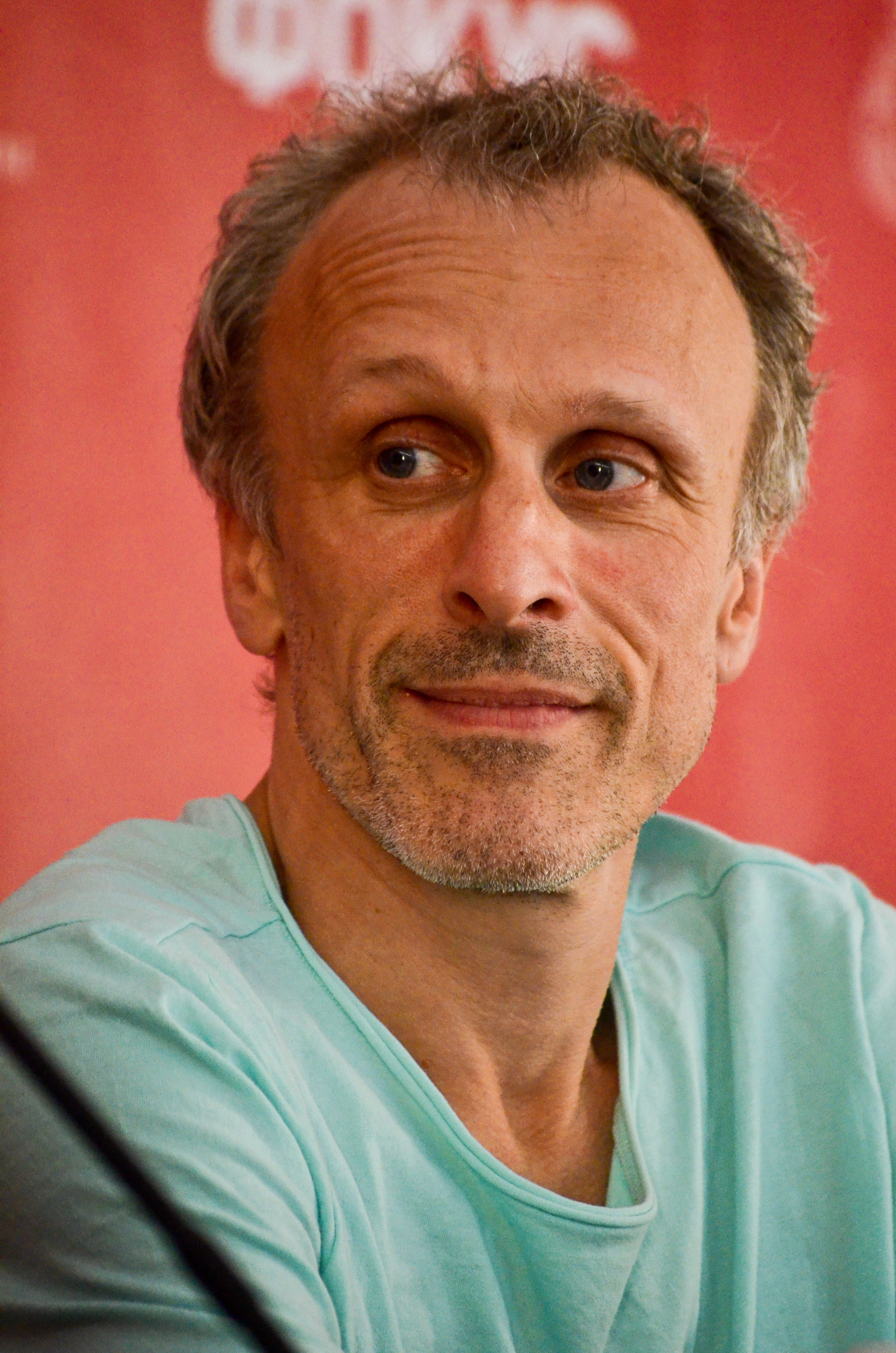
El actor belga Jan Bijvoet en el 6º Festival Internacional de Cine de Odessa.

## Reparto
- Gijs Blom como Marinus van Staveren
- Jamie Flatters como William Sinclair
- Susan Radder como Teuntje Visser
- Jan Bijvoet como Doctor Visser
- Tom Felton como Tony Turner
- Coen Bril como Henk Schneijder
- Theo Barklem-Biggs como John
- Scott Reid como Nigel
- Marthe Schneider como Janna
- Ronald Kalter como Dirk Visser

- Justus von Dohnányi como Oberst Berghof
- Mark van Eeuwen como Pim den Oever
- Richard Dillane como Capitán de grupo Sinclair
- Gordon Morris como Sargento Mackay

## Producción

### Desarrollo
Matthijs van Heijningen, Jr. dirigió la película. Alain de Levita, Paula van der Oest y Mark van Eeuwen actuaron como productores. EO, NPO, la empresa belga Caviar se unió al proyecto como coproductores. La película recibió financiación de CoBo, Netherlands Film Fund, Flemish Audiovisual Fund y Belgian Tax Shelter. En noviembre de 2019 se anunció que Netflix también coproduciría, convirtiendo a  The Forgotten Battle  en la primera película holandesa de la compañía.

### Rodaje
Con un presupuesto de alrededor de 14 millones de euros, es la segunda película neerlandesa más cara realizada después de Zwartboek en 2006. Se rodó principalmente en neerlandés, además de alemán e inglés. La fotografía principal comenzó en Lituania. Los lugares de rodaje incluyeron los Países Bajos y Bélgica.

## Estreno
Un primer tráiler fue lanzado en noviembre de 2020. La película se estrenó en Flesinga el 14 de diciembre de 2020. Originalmente estaba programado para un estreno en cines en los Países Bajos unos días después, pero se pospuso hasta el 5 de junio de 2021. EO transmitirá la película y está disponible en Netflix.

## Recepción
Un crítico dijo: "¡No te saltes esta!", porque "La Batalla Olvidada es una película de guerra bien enrollada que funciona";  agregar que la película cubre un conflicto de la Segunda Guerra Mundial que "eso no llegó a la conversación principal". La revisión de "Decider" ("Transmítalo u omítalo") recomienda transmitirlo, diciendo "La Batalla Olvidada se acerca al alcance de una épica de guerra en apariencia mientras se enfoca en el trío de individuos dispares en su núcleo, destinados a  reunirse en la guerra".